# 梁鼎芬
梁鼎芬（1859年—1919年），字星海，號節庵、又号節盦，廣東番禺人氏。清末民初官员、学者，进士出身。

## 生平
光緒二年，順天乡试中举，六年（1880年）進士，選翰林院庶吉士。九年，散館授編修。光绪十年（1884年）在中法戰爭中，時任直隸總督兼北洋大臣的李鴻章力主議和，梁鼎芬彈劾李鴻章六大可殺之罪，指責李鴻章與法國議約時在中越問題上處理失當。梁鼎芬卻因此疏開罪慈禧，以“妄劾”罪重治，後因大学士阎敬铭力阻而免，仍連降五級，到太常寺去做司乐小官，故憤而辭官，到镇江焦山海西庵闭门读书。宗室盛昱曾作词《金縷曲 送梁節菴罷官歸里》。
還鄉後任惠州豐湖書院山長。時張之洞任兩廣總督，慕其才名，先後聘梁為肇慶端溪書院院長、廣雅書院首任院長。張之洞移任湖廣後，梁鼎芬追隨充當幕僚。张之洞在武汉办《楚学报》，聘请王仁俊为坐办，由章太炎主筆。梁鼎芬見章太炎寫《排滿論》六萬言，兩人發生衝突。王仁俊向张辩解，谓章本是個疯子，“即日逐之出境可也”。梁鼎芬讓轎夫用抬轎子的木杠子痛打章的屁股。梁嗜食鱼翅，张之洞舉辦宴会時，必準備鱼翅一大盘給他大快朵頤。戊戌变法时，梁鼎芬支持张之洞查封上海强学会。稱康有为、梁启超“提倡维新”是“邪教、邪说，心同叛逆”。张之洞死后，梁鼎芬亲往送葬至南皮。一路上痛哭失声，響徹雲霄。送殡完毕后，梁在张宅门前徘徊多时，不忍離去。
清宣统二年（1910），在北京成立“闲山诗社”，社名因首次雅集赋诗限“闲”韵、“山”韵而得，社员有梁鼎芬、程颂万、顾印愚、汉军旗李孺、杨觐圭等人。

### 辛亥革命前後
1911年武昌起義爆發，革命形勢發展迅速，很多省份相繼宣布獨立。梁鼎芬與等頭面士紳主持廣東諮議局，10月25日在廣東省城下九甫文瀾書院召集省中各大團體集會，討論“維持廣東公安事”。會上通過三條決定，即“決議保全廣東大局議案”，決定廣東不再向“亂事省份”調兵、撥餉、撥械，並派人到香港與革命黨方面聯絡；同時即時將決議案函送兩廣總督張鳴岐。張鳴岐也隨即奏請清廷罷免親貴，改組內閣，特赦黨人。 
辛亥革命後，梁鼎芬在陳寶琛的引薦下，擔任溥儀師傅。民國二年（1913年）12月，光緒皇帝及皇遷葬祟陵，梁鼎芬聞知奕劻父子二人沒有出席，便大罵說：「奕劻上那裡去了？载振亦不來，像這種東西，天理良心，尚有絲毫沒有？前清用此等臣子，惡得不亡！」民国三年至六年，梁鼎芬任清室的清崇陵种树大臣三年，崇陵有“种树庐”，系梁鼎芬生前种树时所住。梁在張勛復辟時，曾積極參予，代表清室前往總統府，逼黎元洪奉還大政。梁鼎芬於1919年11月14日在北京病逝，葬在崇陵右旁的小山上，廢帝溥儀賜諡文忠。
著有《節庵先生遗诗》（有1923年沔阳卢氏慎始基斋刻本、2012年现代版）、《節庵先生遺詩續編》（叶恭绰辑并序）。

## 家庭
妻龚氏，湖南才女，貌美能文，伉俪甚笃。后来，梁鼎芬辞官出京時，付託妻子與文廷式，後來文龔二人有染，梁鼎芬听说后只是一笑，竟由他们而去。文廷式死後，前妻龚氏生活拮据，梁鼎芬送她三千两银票。
梁鼎芬的家宅在廣州大東門（現中山四路）內榨粉街93號太史第（現廣州市豪賢中學旁），並開設有私人圖書館。
1910年，梁鼎芬將祖輩相傳的「葵霜閣」藏書命名為「梁祠圖書館」，並且對外開放，這是廣東第一間私人圖書館。他親定《梁祠圖書館單程》，內有觀書、抄書、借書、讀書、捐書五約，勸人多抄書，多藉書，又主張辦館為公和捐書公藏。梁鼎芬預料廣州不久將會成立「大書藏」（圖書館），其遺願是將自己的藏書捐入圖書館，並吩咐兒子若能讀書，可到圖書館去閱覽，不必定在家中。1919年梁去世後，梁氏後人將600多櫃藏書，共二萬餘冊，全部捐給圖書館，這是廣東省圖書館收到的第一批私人捐贈的圖書，其數量相當於當時省館藏書總量的兩倍。現在廣東省立中山圖書館藏書中，凡印有「番禺梁氏葵霜閣捐藏廣東圖書館」朱文長方印的古籍，便是80多年前梁氏後人捐贈之物。

## 延伸阅读
[在维基数据编辑]
 《清史稿/卷472》，出自趙爾巽《清史稿》
 在维基共享资源阅览影像